# Roseraie de Bagatelle

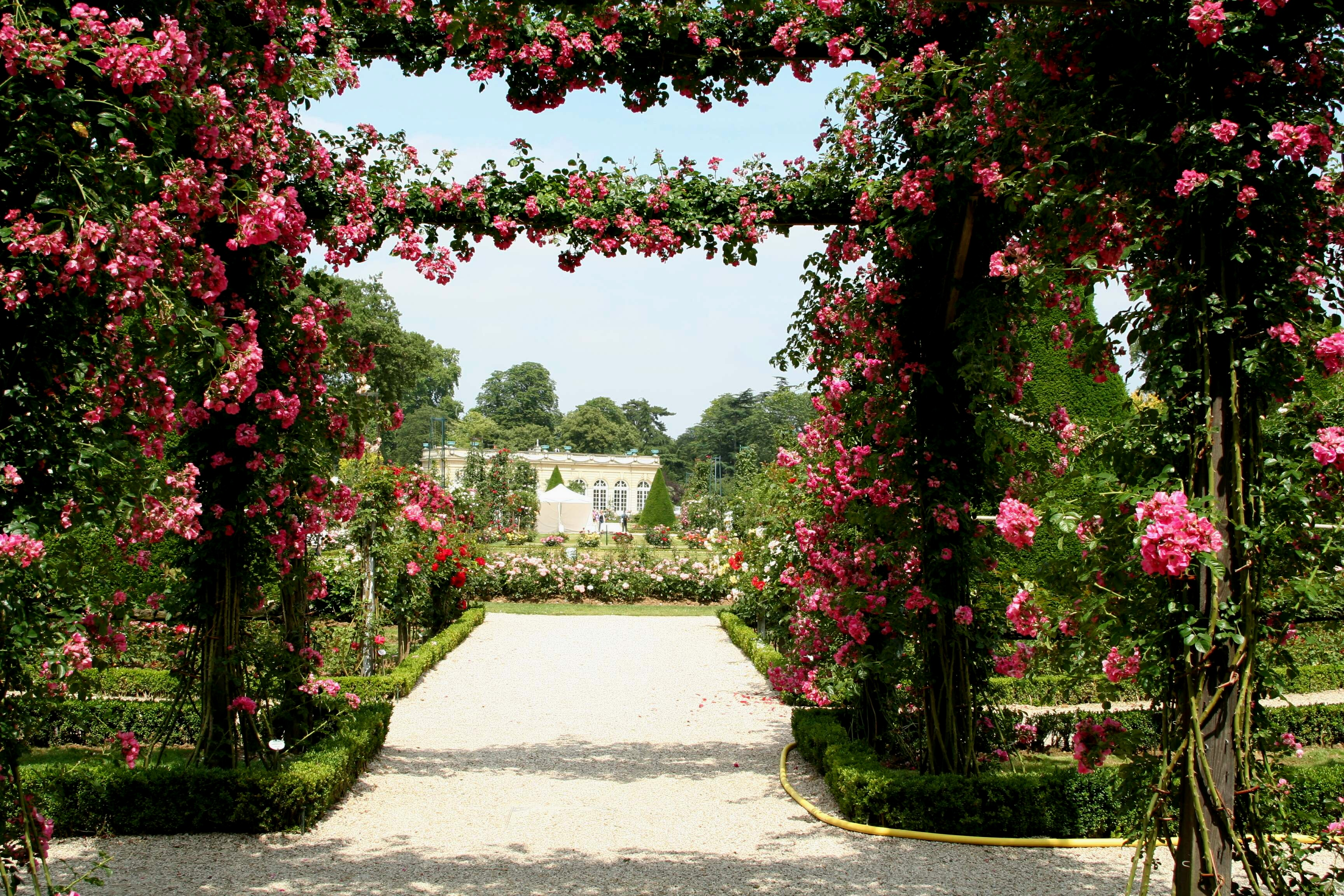
La roseraie classique avec, au premier plan, un rosier-liane American Pillar et à l'arrière-plan, l'orangerie.

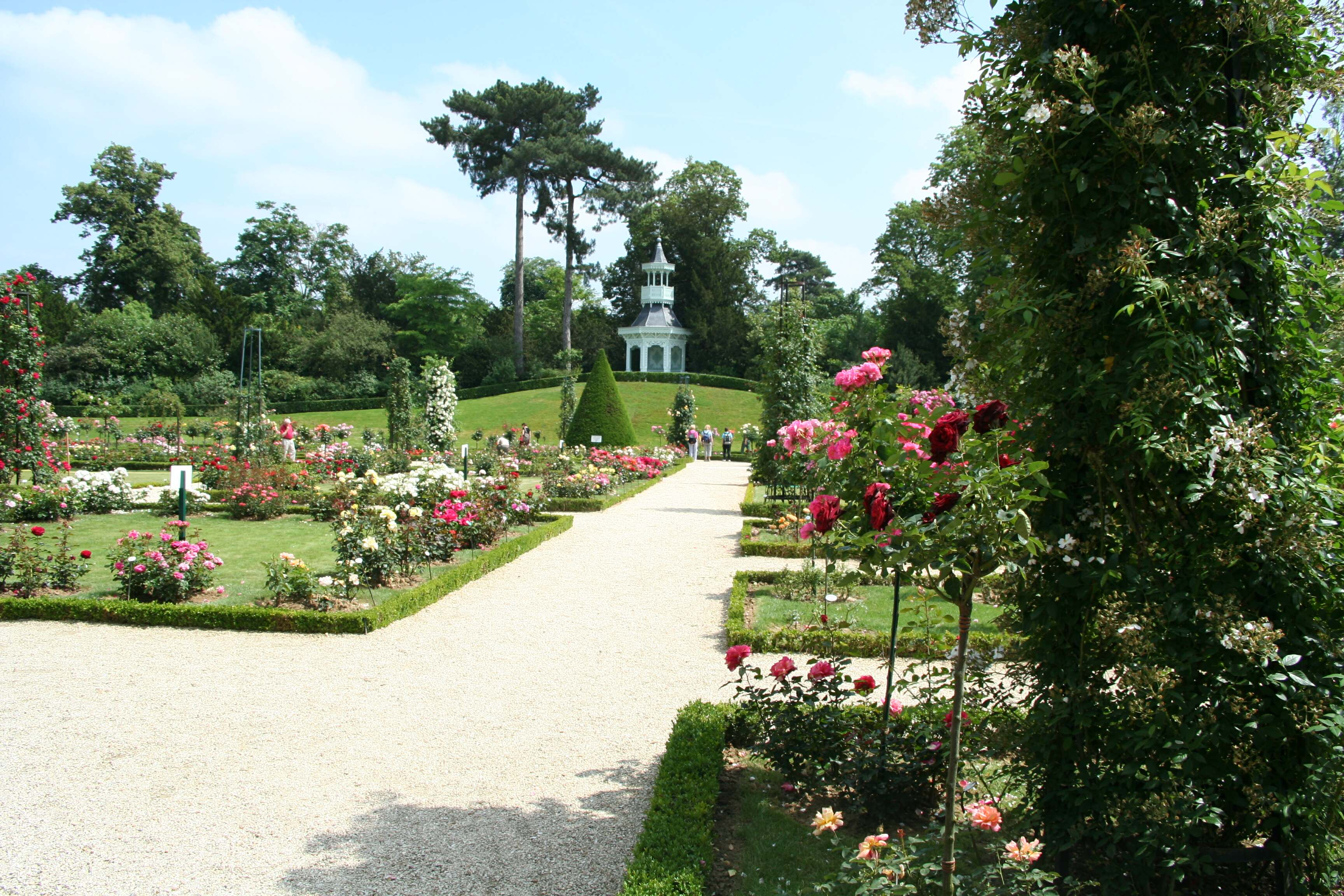
La roseraie classique et le kiosque.

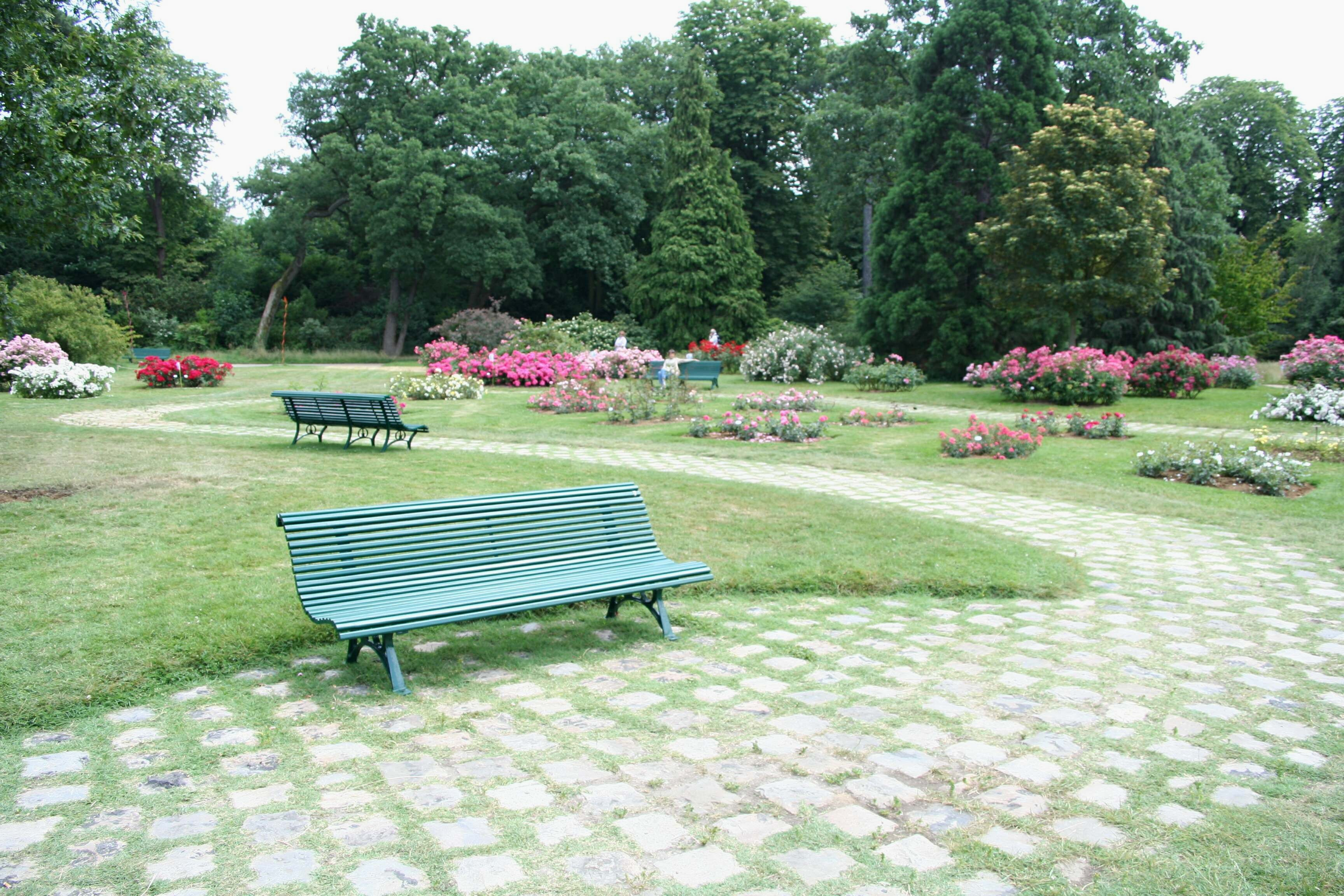
La roseraie de paysage.

La roseraie de Bagatelle, située dans le parc de Bagatelle au Bois de Boulogne (Paris) est l'une des roseraies les plus importantes et les plus anciennes de France.

## Description
Chaque année, en juin, s'y déroule un concours international de roses nouvelles.
Cette roseraie est l'une des cinq collections françaises de rosiers labellisée « collection nationale » par le Conservatoire des collections végétales spécialisées.
La roseraie de Bagatelle compte environ 9 500 plants de rosiers représentant environ 1 100 variétés. Elle présente également des espèces et des cultivars de nombreux hybrides de Rosa wichuraiana et de Rosa luciae.

## Historique
Le parc de Bagatelle est racheté par la Ville de Paris en 1905. Le conservateur des jardins de Paris, Jean Claude Nicolas Forestier, est alors chargé de sa réhabilitation. Il s'attache à en faire un jardin de collections botaniques sans détruire l'harmonie des aménagements précédents et transforme les zones vivrières du parc en jardins de présentation afin d'y exposer des collections florales, notamment la célèbre roseraie de Bagatelle.

## Activité
Depuis 1907 a lieu chaque année le concours international de roses nouvelles de Bagatelle.

## Dans la fiction
Dans le roman Les Raisins verts (1950) de Pierre-Henri Simon, Denis Van Smeevorde emmène Irène Aupetit visiter les « roses de Bagatelle ».